# Placebo (banda)
Placebo é uma banda britânica de rock formada em 1994 em Londres, Inglaterra. A banda foi formada pelo vocalista e guitarrista Brian Molko e pelo baixista e guitarrista Stefan Olsdal. O baterista Robert Schultzberg entrou no grupo no final de 1994, mas saiu em 1996 logo após o lançamento do álbum de estreia da banda devido a conflitos com Molko, e foi substituído no mesmo ano por Steve Hewitt. O grupo vendeu mais de 12 milhões de álbuns em todo mundo.

## História
A banda foi idealizada por Brian Molko e Stefan Olsdal, em 1994. Depois de uma pequena apresentação juntos em Luxemburgo, eles tiveram certeza que deveriam formar uma banda. Nesse mesmo ano, convidaram o baterista genebrino e amigo de Stefan, Robert Schultzberg, dando origem à Ashtray Heart. Já em 1995, o nome mudou para Placebo. A banda começou a ganhar projeção, e em novembro deste ano lançou seu primeiro single. Nesse período, eles abriam shows para grandes bandas e faziam pequenos shows para sua divulgação.
Por falta de cumplicidade entre Robert e Brian, o baterista acabou deixando a banda. Isso ocorreu em 1996, e foi nesse momento que eles convidaram então Steve Hewitt, amigo de Brian desde de 1991. Steve já havia tocado algumas vezes com Brian e Stefan anteriormente, porém não pôde participar da formação inicial da banda por ser integrante de outra, a Breed.
Gravaram o primeiro álbum intulado Placebo em 1996, e logo alcançaram um enorme sucesso pela Europa, por onde já estavam fazendo a própria turnê.
O New York Times  comparou-os a bandas da "primeira onda de rock post-punk, particularmente New Order, The Cure, Siouxsie and the Banshees, início U2 e Talking Heads". Nesse início de carreira, o Placebo chegou a abrir shows para David Bowie e fizeram uma ponta no filme Velvet Goldmine atuando como uma banda fictícia chamada The Flamming Creatures.
A banda, ainda conta com músicos de apoio nos shows. Estes são Bill Lloyd e Alex Lee (que substitui Xavior Roide, que deixou a banda em 2006).
Em 1° de outubro de 2007, foi anunciado no site oficial que Steve Hewitt deixou a banda, citando "diferenças pessoais e musicais".
Placebo lançou seu sexto álbum Battle For The Sun dia 8 de Junho de 2009. É o primeiro álbum da banda a contar com o novo baterista, Steve Forrest.
Em 2013, lançou seu novo album intitulado "Loud like love".
O baterista Steve Forrest anunciou sua deixa na banda no dia 2 de fevereiro de 2015, a fim de buscar suas ambições musicais com a banda "Planes".

## Integrantes

### Formação atual
- Brian Molko (vocal, guitarra, baixo, teclado) (1994-presente)
- Stefan Olsdal (baixo, teclado, guitarra, backing vocal) (1994-presente)

### Ex-Integrantes
- Robert Schultzberg (bateria) (1996)
- Steve Hewitt  (bateria) (1997-2007)
- Steve Forrest (bateria) (2008-2015)

## Discografia

### Álbuns de estúdio
- Placebo (1996)
- Without You I'm Nothing (1998)
- Black Market Music (2000)
- Sleeping with Ghosts (2003)
- Meds (2006)
- Battle for the Sun (2009)
- Loud Like Love (2013)
- Never Let Me Go (2022)

## Singles
* Álbum Placebo (1996)
- 1996 - "Come Home"
- 1996 - "Teenage Angst"
- 1996 - "36 Degrees"
- 1997 - "Nancy Boy"
- 1997 - "Bruise Pristine"

*Álbum Without You I’m Nothing (1998)
- 1998 - "You Dont Care About Us"
- 1998 - "Pure Morning"
- 1999 - "Without You I'm Nothing"
- 1999 - "Every You Every Me"

* Álbum Black Market Music (2000)
- 2000 - "Taste in Men"
- 2000 - "Special K"
- 2000 - "Slave to the Wage"
- 2001 - "Black-Eyed"

* Álbum Sleeping With Ghosts (2003)
- 2003 - "English Sumer Rain"
- 2003 - "This Picture"
- 2003 - "The Bitter End"
- 2003 - "Special Needs"

* Álbum Once More With Feeling (2004)
- 2004 - "Protège-Moi"
- 2004 - "Twenty Years"

* Álbum Meds (2006)
- 2006 - "Meds"
- 2006 - "Infra-Red"
- 2006 - Because I Want You
- 2006 - "Song to Say Goodbye"

* Álbum Covers (2007)
- 2007 - "Running Up That Hill"

* Álbum «Battle for the Sun (2009)
- 2009 - "Battle for the Sun"
- 2009 - "For What It's Worth"
- 2010 - "Ashtray Heart"
- 2010 - "Bright Lights"
- 2010 - "The Never-Ending Why"
- 2010 - "Trigger Happy Hands" (Edição "Redux" do "Battle for the Sun")

* Álbum «Live At Angkor Wat (2011)
- 2011 — Because I Want You (Live At Angkor Wat)
- 2011 — Follow the Cops Back Home (Live At Angkor Wat)
- 2011 — Black-Eyed (Live At Angkor Wat)
- 2011 — Meds (Live At Angkor Wat)
- 2011 — Post Blue (Live At Angkor Wat)
- 2011 — Blind (Live At Angkor Wat)
- 2011 — Drag (Live At Angkor Wat)
- 2011 — Teenage Angst (Live At Angkor Wat)
- 2011 — Twenty Years (Live At Angkor Wat)

* Álbum «Loud Like Love (2013)
- 2013 - "Too Many Friends"
- 2014 - "Loud Like Love"
- 2015 - ''A Million Little Pieces''

### Compilações
- Once More with Feeling (2004)
- Covers (2007)

## DVDs

### Once More With Feeling Singles 1996-2004
Data de lançamento: 25 de Outubro de 2004
1. 36 Degrees
2. Teenage Angst
3. Nancy Boy
4. Bruise Pristine
5. Pure Morning
6. You Don’t Care About Us
7. Every You Every Me
8. Without You I’m Nothing [participação de David Bowie]
9. Taste In Men
10. Slave To The Wage
11. Special K
12. Black-Eyed
13. The Bitter End
14. This Picture
15. Special Needs
16. English Sumer Rain
17. Protège Moi
18. I Do
19. Twenty Years

Extras:
- Twenty Years video
- Care In The Comunity - entrevista com a banda
- Spite and Malice (participação de Justin Warfield no Reading Festival 2000)
- 20th Century Boy (participação de David Bowie no the Brit Awards 1999)
- Nancy Boy and Peeping Tom (live tour visuals)
- Trailer do DVD Soulmates Never Die - Live in Paris
- English Sumer Rain (ao vivo)

Inclui comentário em aúdio em todas as músicas por Placebo

### Soulmates Never Die - Live In Paris
Data de lançamento: 15 de Março de 2004
1. Bullet Proof
2. Allergic
3. Every You Every Me
4. Bionic
5. Protect Me
6. Plasticine
7. Bitter End
8. Soul Mates
9. Black Eyed
10. I'll Be Yours
11. Special Needs
12. English Sumer Rain
13. Without You I'm Nothing
14. This Picture
15. Special K
16. Taste In Men
17. Slave To The Wage
18. Peeping Tom
19. Pure Morning
20. Centrefolds
21. Where Is My Mind? - Com Black Francis (vocalista do Pixies)

Extras:
Sleeping With Ghosts - Tour Film